# Parnaenus
Genre
Parnaenus est un genre d'araignées aranéomorphes de la famille des Salticidae.

## Distribution
Les espèces de ce genre se rencontrent en Amérique centrale et en Amérique du Sud.

## Liste des espèces
Selon World Spider Catalog (version 18.0, 02/05/2017) :
- Parnaenus cuspidatus F. O. Pickard-Cambridge, 1901
- Parnaenus cyanidens (C. L. Koch, 1846)
- Parnaenus metallicus (C. L. Koch, 1846)

## Publication originale
- Peckham & Peckham, 1896 : Spiders of the family Attidae from Central America and Mexico. Occasional Papers of the Natural History Society of Wisconsin, vol. 3, no 1, p. 1-101 (texte intégral).